# Kanadische Unihockeynationalmannschaft der Frauen
Die kanadische Unihockeynationalmannschaft der Frauen repräsentiert Kanada bei Länderspielen und internationalen Turnieren in der Sportart Unihockey. Der 13. Platz an der Weltmeisterschaft 2013 war bisher die beste Platzierung der Nationalmannschaft.

## Platzierungen

### Weltmeisterschaften
| WM   | Austragungsort(e)           | Platz              |
| ---- | --------------------------- | ------------------ |
| 1997 | Mariehamn und Godby         | -                  |
| 1999 | Borlänge                    | -                  |
| 2001 | Riga                        | -                  |
| 2003 | Bern, Gümligen und Wünnewil | -                  |
| 2005 | Singapur                    | -                  |
| 2007 | Frederikshavn               | 17. Platz          |
| 2009 | Västerås                    | 19. Platz          |
| 2011 | St. Gallen                  | 21. Platz          |
| 2013 | Brünn, Ostrava              | 13. Platz          |
| 2015 | Tampere                     | 20. Platz          |
| 2017 | Bratislava                  | nicht qualifiziert |
| 2019 | Neuenburg                   | nicht qualifiziert |
| 2021 | Uppsala                     | nicht qualifiziert |
| 2025 | Brno und Ostrava            |                    |
| 2027 | Turku                       |                    |

### World Games
| WM   | Austragungsort(e) | Platz    |
| ---- | ----------------- | -------- |
| 2025 | Chengdu           | 8. Platz |

## Trainer
- 2015-jetzt Simon Roethlisberger